# Замостье (Ветковский район)
Замостье (бел. Замосце) — деревня в Даниловичском сельсовете Ветковского района Гомельской области Белоруссии.

## География

### Расположение
В 15 км на северо-запад от Ветки, 19 км от Гомеля, 13 км от железнодорожной станции Лазурная (на линии Жлобин — Гомель).

### Гидрография
На западе мелиоративные каналы, соединенные с рекой Беличанка (приток реки Уза).

## Транспортная сеть
Рядом автодорога Даниловичи — Ветка. Планировка состоит из короткой прямолинейной улицы, ориентированной с юго-востока на северо-запад и застроенной деревянными домами усадебного типа. 

## История
По письменным источникам известна с XVIII века как селение в Поколюбичской волости Белицкого, с 1852 года Гомельского уезда Могилёвской губернии. В 1785 году во владении дворянина И. Козлова. В 1855 году дворяне Зенковичи владели в деревне 704 десятинами земли и водяной мельницей. Согласно ревизским материалам 1859 года владение графа И. И. Кругликава-Чернышова. С 1880 года действовал хлебозапасный магазин.
С 8 декабря 1926 года по 30 декабря 1927 года центр Замостьевского сельсовета Гомельского района Гомельского округа В 1930 году жители вступили в колхоз. Во время Великой Отечественной войны 51 житель погиб на фронте. В 1959 году в составе колхоза имени И. С. Лебедева (центр — деревня Даниловичи).

## Население

### Численность
- 2022 год — 10 дворов, 5 жителей.
- 2004 год — 13 хозяйств, 21 житель.

### Динамика
- 1897 год — 85 дворов, 341 житель (согласно переписи).
- 1959 год — 177 жителей (согласно переписи).
- 2004 год — 13 хозяйств, 21 житель.
- 2022 год — 10 дворов, 5 жителей.